# John Michell
John Michell (Nottinghamshire, 1724 - Thornhill, Yorkshire, 9 o 21 d'abril de 1793) fou un clergue anglicà i científic anglès que destacà pels seus estudis sobre el magnetisme, el pes de la Terra, la sismologia i per haver predit l'existència dels forats negres.

## Biografia
Michell era fill del reverend Glibert Michell i d'Obedience Gerard, estudià al Queens' College de Cambridge, aconseguí el títol de batxiller el 1748 i el 1749 fou elegit Fellow del mateix college. Ocupà diferents càrrecs en el Queens' College i assolí el títol de Master of Arts el 1752 i Bachelor of Divinity el 1761. El 1760 fou elegit Fellow de la Royal Society. Fou rector de diferents parròquies: de St. Botolph's, a Cambridge (1760-1763); de Compton, Hampshire (1763-1765); de Havant, Hampshire (1765-1767); i de l'església de Sant Miquel a Thornhill, Yorkshire, càrrec que ocupà durant la resta de la seva vida, al mateix temps que exercia càrrecs al Queens' Collegue. El 1764 es casà amb la senyora Williamson, una jove de considerable fortuna, que morí un any després. Michell es casà per segon cop el 1767 amb una dona anomenada Ann. Fou enterrat a Thornhill el 1793, on al registre de la parròquia s'indica que tenia seixanta-vuit anys (d'aquí la suposició que havia nascut en 1724).

## Obra

### Física
El 1750 Michell publicà un tractat sobre magnetisme on explicava l'obtenció d'imants artificials i on exposava que havia descobert experimentalment que l'atracció o repulsió entre pols dels imants decreix amb la distància al quadrat que separa els pols.
Michell desenvolupà una balança de torsió extremadament sensible de forma independent de Charles A. Coulomb (1736-1806), amb l'objectiu de mesurar la densitat mitjana de la Terra a partir de la llei de gravitació universal d'Isaac Newton (1643-1727). Malgrat Michell morí abans de poder dur a terme la prova, el seu amic Henry Cavendish (1731-1810) heretà la balança, la perfeccionà, i l'utilitzà amb èxit per calcular la densitat i la massa de la Terra (experiment de Cavendish).

### Geologia

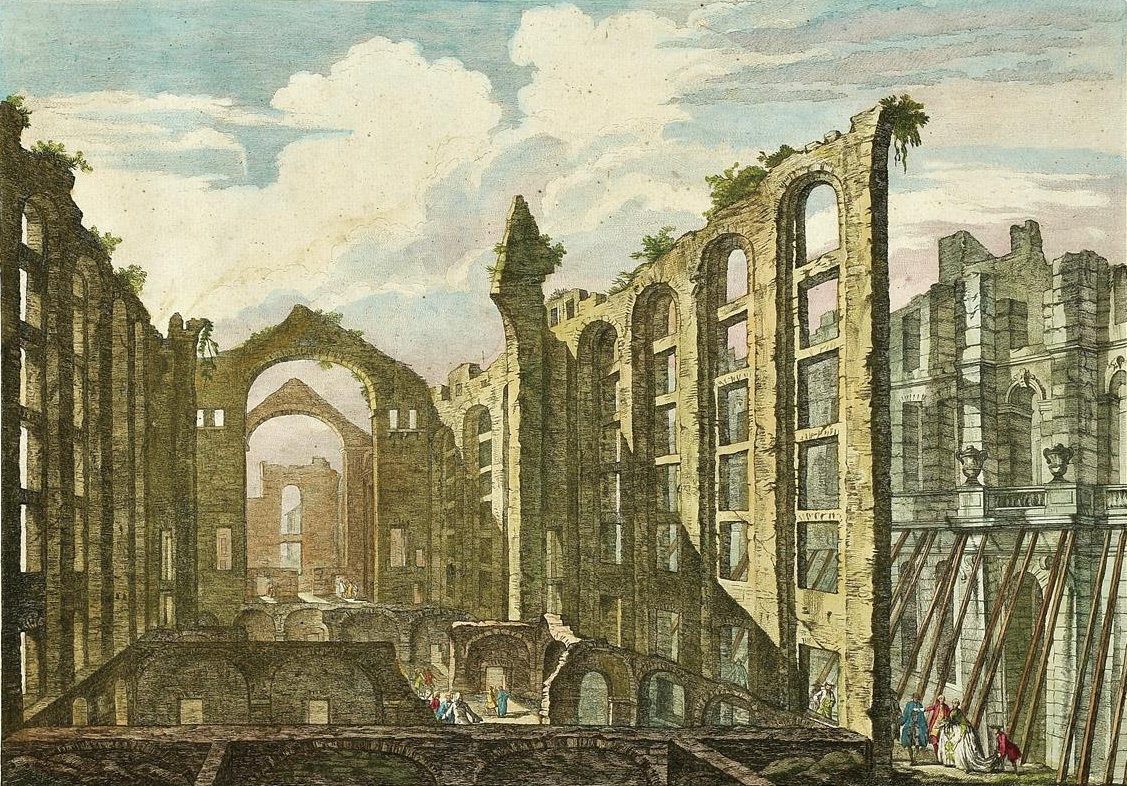
Runes del teatre de l'Ópera do Tejo després del terratrèmol de Lisboa del 1755 - Jacques Philippe Le Bas, 1757

Michell fou un dels primers científics a explorar la teoria dels terratrèmols. En un extens article, el 1760 suggerí que podrien originar-se com un esdeveniment en un lloc específic, com ara sota d'un volcà, i després transmetre's a través de la Terra mitjançant una ona de xoc per afectar una regió allunyada i més àmplia. Un fet violent produït en l'escorça terrestre al mar podria sacsejar ciutats de l'interior, com passà amb el terratrèmol del 1755 a Lisboa. Indicà que si la gent pogués registrar els moments precisos que experimenta un sisme, hom podria calcular la ubicació en la qual s'originà la pertorbació. Les idees de Michell es posaren en pràctica uns 125 anys més tard, per John Milne (1850-1913), i són la base de la sismologia moderna.

### Astronomia

Simulació d'estrelles binàries de la mateixa massa orbitant el seu baricentre i seguint òrbites el·líptiques

Quant a astronomia destaca un treball del 1767 on Michell assenyalà que la freqüència de separacions angular molt petites de parelles d'estrelles conegudes era excessivament elevada del que es podria esperar per a la probabilitat d'estrelles distribuïdes de manera uniforme en l'espai. Segons Michell havia de tractar-se d'estrelles binàries, estrelles que interaccionaven mútuament per la força de la gravetat i que orbitaven juntes entorn d'un centre comú. No fou fins al 1803 que l'astrònom anglès William Herschel (1738-1822) proporcionà una prova observacional. convincent.
El 1784 publicà un treball sobre una estimació de la distància a les estrelles, més de mig segle abans de la primera mesura per paral·laxi de la distància de l'estrella 61 Cygni, en la constel·lació del Cigne, realitzada per l'astrònom alemany Friedrich Bessel (1784-1846) el 1838. El seu argument pot considerar-se com el precursor de les paral·laxis fotomètriques del segle xx. Michell notà que Saturn en oposició apareix en el cel tan brillant com l'estrella Vega i presenta un disc aparent d'uns vint segons de diàmetre, i des del Sol seria vist amb disset segons d'ample. Per tant, hemisferi il·luminat de Saturn intercepta només una part de la llum del Sol. Suposant que el Sol i Vega són de brillantor intrínseca iguals, i considerant que la brillantor aparent de Vega és igual a la de Saturn, es dedueix de la llei de la inversa del quadrat de l'atenuació de brillantor establerta pel francès Pierre Bouguer (1698-1758), que Vega ha d'estar 48 500 vegades més lluny del Sol que Saturn. D'altra banda, ja que Saturn està a 9,5 vegades més lluny del Sol que la Terra es dedueix que la distància a Vega ha de ser de 9,5 x 48 500, o uns 460 000 ua.

Simulació d'un forat negre

En el mateix treball del 1784, Michell assenyala que si una estrella tengués una densitat molt gran, per exemple com la del Sol però amb un radi 500 vegades major, les partícules de llum (Michell seguia la teoria corpuscular de Newton) estarien atretes per una força gravitatòria tan elevada que no podrien fugir de l'estrella i, aquesta estrella, restaria invisible per a tots els observadors de l'Univers. Anomenà a aquesta estrella estrella fosca o negra, descrivint per primer cop el que més endavant s'anomenaren forats negres.